# Wagner (Alberta)
Pour les articles homonymes, voir Wagner.
Wagner est un hameau (hamlet) de Lesser Slave River No 124, situé dans la province canadienne d'Alberta.